# Ancienne Académie de Lausanne
L'ancienne Académie de Lausanne est un bâtiment situé sur le territoire de la commune vaudoise de Lausanne, en Suisse.

## Histoire
L'Académie de Lausanne, construite entre 1579 et 1587, est le premier bâtiment de Suisse construit spécifiquement pour l’enseignement supérieur. Malgré sa taille, il ne put cependant accueillir l'ensemble des étudiants, forçant les responsables des cours de philosophie et de théologie à professer à la cathédrale de Lausanne jusqu'en 1657, année de la création d'auditoriums supplémentaires. De nouvelles transformations seront encore nécessaires en 1869, 1873 et 1881 avant que le palais de Rumine ne soit construit au XIXe siècle pour absorber le trop plein d'étudiants. Pendant l'occupation française qui suit 1798, l'Académie est brièvement utilisée comme caserne pour les troupes d'occupation.
Inscrite comme bien culturel suisse d'importance nationale, l'ancienne Académie est actuellement utilisée comme bâtiment du gymnase de la Cité après avoir été rénovée entre 1979 et 1986.

## Description
Le bâtiment de l'Académie se compose de deux ailes perpendiculaires formant préau. Le corps principal mesure 50 mètres de long et comprend une tour d'escalier équipée d'une flèche culminant à 40 mètres.